# 敦加內峰
72°11′S 24°9′E / 72.183°S 24.150°E
敦加內峰是南極洲的山峰，位於東部南極洲的毛德皇后地，屬於南龍達訥山脈的一部分，處於杜費克山以西17公里，海拔高度2,870米，該山峰由挪威的製圖師根據測量和空中照片繪入地圖。